# كأس السوبر الألباني 2003
بطولة كأس السوبر الألباني 2003 هي النسخة العاشرة من بطولة كأس السوبر الألباني ، لعب يوم 16 أغسطس 2003 في الاستاد الوطني بتيرانا ، بين فريق تيرانا الفائز بالدوري وفريق دينامو تيرانا الفائز بكأس ألبانيا. وقد انتهت المباراة بفوز تيرانا بالمباراة بنتيجة 3–0 ليحصد لقبه الثاني على التوالي والرابع في تاريخ البطولة.

## التفاصيل
| تيرانا                           | 3–0 | دينامو تيرانا |
| -------------------------------- | --- | ------------- |
| إلفيس 29' · ماهر 70' · أغولي 89' |     |               |

| الحكام المساعدون: فاتمير هيسوميما غورانياكو الحكم الرابع: | قوانين المباراة - 90 دقيقة. - 30 دقيقة من الوقت الإضافي إذا لزم الأمر. - ركلات جزاء ترجيحية إذا استمرت النتيجة متعادلة. |